# Marshall Stedman
Marshall Stedman (16 de agosto de 1875 – 16 de diciembre de 1943) fue un actor y director teatral y cinematográfico, además de dramaturgo y profesor teatral de nacionalidad estadounidense.

## Primeros años
Su nombre completo era Edward Marshall Stedman, Jr. y nació en Bethel (Maine), siendo sus padres Edward, Sr. y Eliza Putnam Rice. Su padre era un condecorado oficial naval que, en el momento de fallecer en 1939, era uno de los únicos tres oficiales retirados de la marina que habían prestado servicio en la Guerra Civil de Estados Unidos. Stedman inició sus estudios en Chicago, en la South Division High School, además de en la Harvard Preparatory School, estudiando más adelante en el Colorado College de Colorado Springs (Colorado).

## Carrera
Marshall Stedman empezó su carrera teatral hacia los dieciocho años de edad actuando en la compañía de repertorio de William Morris interpretando a Bob Appleton en la pieza de Ludwig Fulda “The Lost Paradise”, y a Ned Annesley en “Sowing the Wind,” una obra de Sydney Grundy. Posteriormente trabajó con E.H. Sothern dos temporadas, protagonizó diferentes piezas en un acto y actuó en gira con obras de Shakespeare.
Durante un tiempo hacia 1900, Stedman vivió en el Condado de Gilpin, en Colorado, con su padre, su hermana Agnes, su abuela Miriam, su tío Josiah Stedman y, más adelante, con su esposa Myrtle. Según noticias de la época, la familia estaría dedicada a un negocio minero cerca de América City.
En 1906 Stedman fue nombrado jefe de la escuela dramática del Chicago Musical College, un puesto que mantendría cuatro años. Más tarde pasó una temporada hacienda vodevil, y luego se dedicó al cine, trabajando como director para Essanay Studios y, como actor, director, guionista y productor, para la Selig Polyscope Company. Varios años más adelante, Stedman volvió a enseñar drama en la Eagan School of Drama and Music de Los Ángeles, California.
En años posteriors Marshall Stedman continuo enseñando, actuando y escribiendo. Hizo varios papeles de malvado en films dirigidos por Hobart Bosworth, y volvió al teatro para actuar en producciones representadas por sus estudiantes, a menudo en obras escritas por él mismo. A finales de los años veinte Stedman fundó la Marshall Stedman School of Drama and Elocution en Culver City, California.

## Vida personal
El 13 de enero de 1900 Marshall Stedman se casó en Chicago con Myrtle Stedman, una joven actriz que entonces no había todavía cumplido los 17 años. El único hijo de la pareja fue Lincoln Stedman, nacido un año o dos después, y que desarrollaría la carrera de actor en el ambiente cinematográfico de Hollywood. Stedman y su mujer se separaron en 1919 y se divorciaron al poco tiempo. El actor volvió a casarse, en esta ocasión con una holandesa, Rieka Kulaars.
Marshall Stedman falleció a los 69 años de edad en 1943 en Laguna Beach (California). Fue enterrado en el Cementerio Melrose Abbey Memorial Park de Anaheim (California).

## Selección de sus trabajos
- What a Kiss Can Do: And Other Recitations for Children, 1925
- Readings and Encores for Children and Grown-Ups, 1926
- Readings and Sketches for Boys, 1927
- Monologues, Distinctive and Different, 1927
- Samanthy's Suitors: A Character Sketch for a Lady, 1928
- Clever Monologues, 1928
- Sure-Fire Monologues, 1928
- Loving Lunatics: A Farce Comedy in One Act, 1929
- The Missionary to Zulu Land: A Farce Comedy on One Act, 1929
- Tonic: A farce in One Act, 1929
- Out of the Storm: A play in One Act for Two Women, 1929
- Unique Monologues and Recitations for Children, 1929
- Mr. Santa Claus: A Play in One Act, 1930
- Marshall Stedman's New Book of Readings and Monologues, 1931
- Speakin' Day: A Comedy of School Days in One Act, 1931
- A Shot in The Dark: A Comedy Mystery-Drama in One Act, 1931
- The Bloom of Youth: A Farce Comedy in One Act for Three Women, 1931
- The Hoodooed Hindu: A Farce Comedy in One Act, 1931
- Readings and Recitations for Special Days, 1931
- Fifty-Fifty: A Comedy Drama in One Act, 1931
- Clever Sketches for Short Casts, 1932
- Twelve Little Plays for Two Little Players, 1932
- The Old Bachelor's Christmas: A Dramatic Reading (Banner plays), 1932
- Stedman's Readings and Monologues for Children: A Collection of Forty-Eight Readings, Monologues, Recitations, Encores, Play-O-Logues and Novelty Acts, 1932
- Thirty-Two Readings, Monologues and Play-O-Logues for Grown-Ups, 1934
- Amusing Monologues, 1940
- Eight Two Character Stunt Plays, 1946